# Mimagoniates lateralis
Mimagoniates lateralis es una especie de peces de la familia Characidae en el orden de los Characiformes.

## Morfología
Los machos pueden llegar alcanzar los 3,3 cm de longitud total.

## Hábitat
Vive en zonas de clima tropical entre 19 °C - 22 °C de temperatura.

## Distribución geográfica
Se encuentran en Sudamérica:  cuenca del río Paraná.